# Sư Tử T (thiên hà lùn)
PGC 4713564 hay Leo T là tên của một thiên hà lùn nằm trong chòm sao Sư Tử được khám phá vào năm 2006 bởi trạm quan sát Sloan Digital Sky Survey. Thiên hà này nằm cách Mặt Trời 420000 parsec và liên tục di chuyển cách xa Mặt Trời với vận tốc 35 km/s. Thiên hà này được phân loại là vật thể chuyển tiếp khi nằm giữa hai loại thiên hà là thiên hà lùn hình cầu và thiên hà lùn bất thường. Bán kính mà nó có thể gây ảnh hưởng là 180 parsec.
PGC 4713564 là một trong những thiên hà nhỏ nhất và mờ nhạt nhất ở trong nhóm Địa phương. Độ sáng của nó là khoảng 40000 lần độ sáng của mặt trời (cấp sao biểu kiến của nó là 7,1). Tuy nhiên, khối lượng của nó thì gấp 8 triệu lần khối lượng mặt trời.

## Sự hình thành sao
Những ngôi sao của thiên hà lùn này đều có những ngôi sao già và trẻ. Những ngôi sao già có thể đã được hình thành từ 6 đến 12 tỉ tỉ năm về trước. Độ kim loại của những ngôi sao này rất là thấp, [Fe/H] ≈ −2.02 ± 0.54. Trong khi những nguồn khác nói độ kim loại của chúng là -1,5. Điều này nghĩa là chúng chứa các nguyên tố nặng ít hơn mặt trời gấp 100 lần.
Leo T chứa một lượng đáng kể khí hydro (HI) trung tính có khối lượng khoảng 2,8 × 105  khối lượng Mặt trời, gấp ba lần khối lượng của các ngôi sao trong thiên hà này. Khí bao gồm hai thành phần chính: khí mát ở trung tâm thiên hà có nhiệt độ khoảng 500 K và khí ấm phân bố khắp Leo T với nhiệt độ 6.000 K. Tuy nhiên, mật độ này không đủ để hình thành sao. Vẫn còn sự hiện diện của khí hydro ngụ ý rằng trong tương lai, thiên hà sẽ bắt đầu hình thành các ngôi sao trở lại.
Thiên hà Leo T có thể đã hình thành khi một quầng vật chất tối nhỏ bắt đầu tích tụ khí một thời gian sau kỷ nguyên tái ion hóa. Về sau khí này sinh ra thế hệ sao già đầu tiên.